# Rezerwat przyrody Kamienne
Rezerwat przyrody Kamienne – leśny rezerwat przyrody w miejscowości Opaka, w gminie Lubaczów, w powiecie lubaczowskim, w województwie podkarpackim. Znajduje się na terenie leśnictwa Nowa Grobla (Nadleśnictwo Lubaczów).
- numer według rejestru wojewódzkiego – 93
- powierzchnia – 8,19 ha[1] (akt powołujący podawał 8,27 ha)
- dokument powołujący – Dz. Urz. Woj. Podkarpackiego 04.42.447
- rodzaj rezerwatu – leśny[1][3]

- typ rezerwatu – fitocenotyczny

- podtyp rezerwatu – zbiorowisk leśnych

- typ ekosystemu – leśny i borowy

- podtyp ekosystemu – lasów nizinnych

- przedmiot ochrony (według aktu powołującego) – zespół świetlistej dąbrowy z licznymi chronionymi i rzadkimi roślinami w runie[1][3].